# Pantopsalis coronata
Espèce
Synonymes
- Pantopsalis trippi Pocock, 1903

Pantopsalis coronata est une espèce d'opilions eupnois de la famille des Neopilionidae.

## Distribution
Cette espèce est endémique de Nouvelle-Zélande. Elle se rencontre vers Timaru.

## Description
Le mâle holotype mesure 3,8 mm.
La carapace des mâles mesure 1,6 ± 0,4 mm de long sur 2,6 ± 0,6 mm et la carapace des femelles de 1,6 à 1,8 mm de long sur 2,8.

## Systématique et taxinomie
Cette espèce a été décrite par Pocock en 1903.
Pantopsalis trippi a été placée en synonymie par Taylor en 2004.

## Publication originale
- Pocock, 1903 : « Fifteen new species and two new genera of tropical southern Opiliones. » Annals and Magazine of Natural History, sér. 7, vol. 11, p. 433–450 (texte intégral).